# Pozorování Venuše
Venuše je nejnápadnějším astronomickým objektem na ranní a večerní obloze na Zemi (kromě Slunce a Měsíce) a byla proto známa odpradávna. Jeden z nejstarších dochovaných historických dokumentů, Ammi-Sadukovy desky z Ašurbanipalovy ninivské knihovny, což je 21 let dlouhý záznam pozorování Venuše (v rané Babylónii zvané Nindaranna), umožnil v kombinaci s nynějšími přesnými výpočty správnou dataci některých historických událostí. Staří Sumerové a Babylóňané nazývali Venuši Dil-bat nebo Dil-i-pat; v Akkadu to byla zvláštní hvězda bohyně-matky Ištar; a v Číně bůh Jin xing.
Pro civilizaci Mayů byla Venuše vůbec nejdůležitější „hvězdou“, nazývali ji Chak ek, „Velká hvězda“, snad ještě důležitější než Slunce. Mayové sledovali pohyby Venuše velmi pozorně a pozorovali ji dokonce i v denním světle. Pozice Venuše a ostatních planet měly ovlivňovat veškerý život na Zemi, takže se Mayové a ostatní středoamerické kultury snažili války a jiné důležité události načasovat s ohledem na pozorování. Drážďanský kodex obsahuje kalendář ukazující úplný Venušin cyklus viditelnosti — pět jejích synodických oběhů po 584 dnech (dohromady přibližně 8 let), po jejichž uplynutí se cyklus opakuje.
Staří Řekové mysleli, že večerní a ranní výskyty Venuše na obloze představují dva odlišné objekty, které nazývali na západní večerní obloze Hesperus a na východní ranní obloze Phosphorus. Nakonec díky Pythagorovi dospěli k závěru, že oba objekty jsou stejnou planetou. Ve 4. století př. n. l. Hérakleidés Pontský vyslovil teorii, že Venuše a Merkur obíhají kolem Slunce a nikoliv kolem Země.

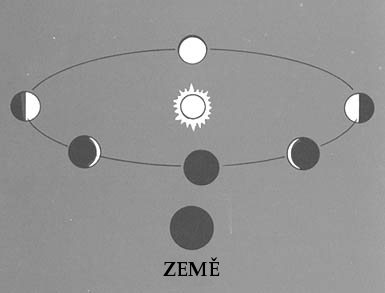
Fáze Venuše

Jelikož její oběžná dráha leží mezi Zemí a Sluncem, Venuše při pohledu ze Země vykazuje viditelné fáze stejně jako pozemský Měsíc. Galileo Galilei byl prvním, kdo pozoroval v prosinci 1610 fáze Venuše. Toto pozorování podnítilo Koperníka zveřejnit kontroverzní heliocentrický popis sluneční soustavy. Galileo si rovněž povšiml změny Venušina viditelného průměru, když se nachází v odlišných fázích, což vysvětloval větší vzdáleností od Země ve fázi úplňku a stále menší vzdáleností v průběhu ubývání. Toto pozorování silně podpořilo heliocentrický model. Venuše (ani Merkur) není v plné fázi viditelná ze Země, protože v té chvíli je v horní konjunkci, kdy zapadá a vychází zároveň se Sluncem a ztrácí se v jeho záři.
Venuše je nejjasnější ve chvíli, kdy je osvětleno 25% jejího kotouče; to se stává typicky 37 dnů před její dolní konjunkcí (na večerní obloze) a 37 dnů po ní (na ranní obloze). Od Slunce se nejvíce vychýlí přibližně 70 dnů před a po dolní konjunkci, v této době je v poloviční fázi. V těchto dvou intervalech je Venuše viditelná i za plného denního světla, pokud pozorovatel přesně ví, kam se má dívat. Perioda zpětného pohybu planety je 20 dnů před a po dolní konjunkci.

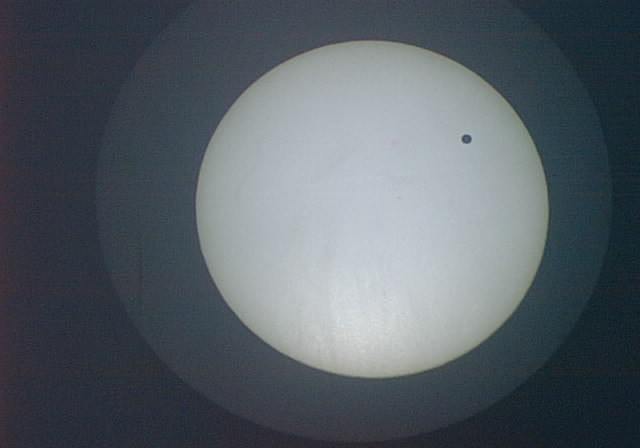
Venušin přechod přes Slunce v roce 2004.

Přechody Venuše, kdy planeta přechází přesně mezi Zemí a viditelným slunečním kotoučem, jsou velmi zřídkavé astronomické události. Poprvé pozorovali takový přechod 4. prosince 1639 astronomové Jeremiah Horrocks a William Crabtree. Přechod v roce 1761 pozorovaný Michailem Vasiljevičem Lomonosovem byl prvním důkazem Venušiny atmosféry a pozorování paralaxy v 19. století umožnilo první přesnější spočítání vzdálenosti mezi Zemí a Sluncem. Další přechody Venuše se vyskytly 9. prosince 1874, 6. prosince 1882, 8. června 2004 a 6. června 2012. Tento přechod byl ale plně pozorovatelný jen v Pacifiku. Následující přechod nastane až 11. prosince 2117.
V 19. století většina pozorovatelů očekávala, že Venuše bude mít periodu rotace přibližně 24 hodin. Italský astronom Giovanni Schiaparelli první předpověděl výrazně pomalejší rotaci, svázanou slapovými silami Slunce (což očekával i u Merkuru). I když se podobné úvahy pro některá nebeská tělesa nepotvrdily, byla to podivuhodně přesná předpověď. Téměř dokonalé souznění mezi její rotací a největším přiblížením k Zemi tento dojem ještě utvrzuje. Rychlost rotace Venuše byla poprvé změřena během konjunkce v roce 1961 radarem s 26metrovou anténou v Goldstonu v Kalifornii, v Rádiové observatoři v Jodrell Bank ve Spojeném království a v sovětském vesmírném zařízení Jevpatorija na jižní Ukrajině. Přesnost je zlepšována při každé následující konjunkci především díky měřením v Goldstone a Jevpatoriji. Fakt, že jde o zpětnou rotaci, nebyl znám do roku 1964.
Před pozorováními v rádiové oblasti v šedesátých letech 20. století se obecně věřilo, že Venuše má přírodní prostředí podobné pozemskému. Velikost planety, vzdálenost od Slunce a tlustá vrstva oblačnosti chránící povrch dávala naději, že se tato očekávání mohou naplnit. Spekulovalo se o Venuši jako o světě džungle, o jejích oceánech z petroleje nebo karbonizované vody. Pozorování v mikrovlnné oblasti, které provedl C. Mayer a jiní, však již v roce 1956 indikovalo rozsáhlé oblasti s vysokou teplotou (600 K). Ovšem pozorování A. D. Kuzmina na milimetrových délkách ukazovalo mnohem menší teploty. Tento rozpor vysvětlovaly dvě teorie, jedna předpokládala, že vysoké teploty pocházejí z ionosféry, druhá naznačovala spíše vysokou teplotu povrchu.